# Brandenburgische Schlösser
Die Brandenburgische Schlösser GmbH (BSG) ist eine gemeinnützige Gesellschaft, die im Jahr 1992 durch die Deutsche Stiftung Denkmalschutz und die brandenburgische Landesregierung gegründet wurde. Die Aufgabe der BSG besteht in der denkmalgerechten Sanierung, Erhaltung und Pflege von Schlössern und Herrenhäusern im Land Brandenburg. Die BSG hat an 17 Gebäude beziehungsweise Gebäudeensembles Sicherungs- und Sanierungsmaßnahmen durchgeführt. Von diesen befinden sich zehn im Eigentum der Gesellschaft:
- Schloss Altdöbern
- Schloss Blankensee – Sudermannhaus
- Schloss Dahlwitz-Hoppegarten
- Schloss Diedersdorf in Diedersdorf
- Wasserschloss Fürstlich Drehna
- Schloss Großkmehlen
- Schloss Groß Rietz
- Schloss Lieberose
- Schloss Reichenow in Reichenow-Möglin
- Schloss Steinhöfel

Die Brandenburgische Schlösser GmbH hat ihren Sitz im Nicolaihaus in Berlin. Geschäftsführer ist Helwig M. Hooss.